# She Got the Best of Me
«She Got the Best of Me» — песня американского кантри-певца Люка Комбса, вышедшая в качестве 4-го сингла с дебютного студийного альбома This One’s for You (2017).
Сингл достиг первого места в хит-параде Country Airplay и второго в кантри-чарте Hot Country Songs.

## История
«She Got the Best of Me» — это «мощная кантри-баллада», в которой герой повествует о том, что бывшая подруга получила всё лучшее от него, и он не может перестать думать о ней. Комбс сказал, что он написал песню за четыре года до её записи в баре Tin Roof в Нашвилл (штат Теннесси).
Песня была добавлена в дебютный альбом Комбса This One’s for You в качестве бонусного трека из-за мнений и потребностей поклонников.
27 октября 2018 года сингл достиг первого места в радиоэфирном кантри-чарте Billboard Country Airplay, став для Комбса его там четвёртым подряд чарттоппером. В результате Комбс стал первым сольным исполнителем у которого все четыре первые его песни достигали первого места впервые после появления этого чарта в истории Nielsen SoundScan (январь 1990 года), и третьим исполнителем в целом (с учётом групп), после групп Brooks & Dunn (синглы-чарттопперы «Brand New Man», «My Next Broken Heart» «Neon Moon» и «Boot Scootin' Boogie» в 1991-92) и Florida Georgia Line («Cruise» «Get Your Shine On», «Round Here» и «Stay» в 2012-14).
К октябрю 2018 года тираж в США составил 223,000 копий..
12 января 2019 года «She Got the Best of Me» находился в лучшей пятёрке (top five) в радиоэфирном кантри-чарте Country Airplay свою 15-ю неделю (включая четыре недели на № 1 начиная с 27 октября 2018). Это второй лучший показатель в истории этого чарта (начатого в 1990 году); рекорд в 16 недель в лучшей пятёрке принадлежит песне «Body Like a Back Road» (Сэм Хант, 16 недель в 2017 году). Ещё пять песен имеют близкий показатель в 14 недель каждая: «Heaven» (2018, Kane Brown); «My Wish» (2006-07, Rascal Flatts); «Live Like You Were Dying» (2004, Tim McGraw); «Breathe» (1999—2000, Faith Hill) и «Amazed» (1999, Lonestar).

## Музыкальное видео
Музыкальное видео включает отсылки к предыдущим клипам Комбса, включая персонажей «Hurricane» и «One Number Away», и визуальные ссылки на другие песни из альбома Комбса.

## Чарты

### Еженедельные чарты
| Чарт (2018)                         | Высшая позиция |
| ----------------------------------- | -------------- |
| Канада (Billboard Canadian Hot 100) | 52             |
| Канада (Billboard Country)          | 1              |
| США (Billboard Hot 100)             | 37             |
| США (Billboard Hot Country Songs)   | 2              |
| США (Billboard Country Airplay)     | 1              |

## Сертификации
| Регион | Сертификация | Продажи   |
| --- | ------------ | --------- |
| Канада (Music Canada) | Платиновый   | 80 000    |
| США (RIAA) | Платиновый   | 1 000 000 |
| * Данные о продажах приведены только на основе сертификации. · ^ Данные о тиражах приведены только на основе сертификации. · Данные о продажах + прослушиваниях приведены только на основе сертификации. |              |           |